# Paczoskia paczoskii
Paczoskia paczoskii är en insektsart. Paczoskia paczoskii ingår i släktet Paczoskia och familjen långrörsbladlöss.

## Underarter
Arten delas in i följande underarter:
- P. p. paczoskii
- P. p. ruthenica
- P. p. turanica